# Lester Cole

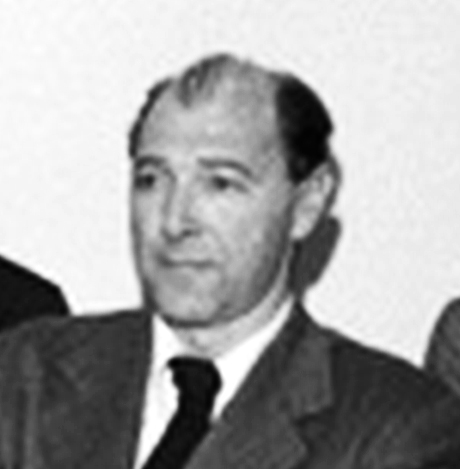
Lester Cole (1947)

Lester Cole (* 19. Juni 1904 in New York City; † 15. August 1985 in San Francisco, Kalifornien) war ein US-amerikanischer Drehbuchautor. Einer breiten Öffentlichkeit wurde er insbesondere als einer der Hollywood Ten bekannt.

## Leben und Karriere
Lester Cole wurde in New York in eine jüdische Familie polnischer Herkunft geboren. Er verließ die Schule mit 16 Jahren und begann, als Autor und Regisseur von Stücken zu arbeiten. Er war als Theaterschauspieler tätig, wandte sich allerdings schließlich dem Schreiben zu. Sein erstes Engagement in Hollywood hatte er 1932 als einer der vielen Drehbuchautoren am starbesetzten Episodenfilm Wenn ich eine Million hätte. In den folgenden Jahren schrieb er vor allem für B-Filme, unter anderem für mehrere Beiträge der Charlie-Chan-Filmreihe. In den 1940er-Jahren war er für eine Reihe von kommerziell erfolgreichen A-Produktionen verantwortlich, wobei er insbesondere für Kriegsstreifen und Kriminalfilme arbeitete.
Cole half bei der Mitgründung der Screen Writers Guild im Jahr 1933 und engagierte sich in der Gewerkschaft, da er die oftmals miserablen Bezahlungen von Drehbuchautoren verändern wollte. Von 1944 bis 1945 war er Präsident der Screen Writers Guild. Die politischen Ansichten von Cole, dessen Vater Marxist war, waren seit seiner Jugend weit links. Der Sozialist wurde 1934 Mitglied der Kommunistischen Partei. Im Jahr 1947 lehnte er es als einer der Hollywood Ten ab, vor dem Komitee für unamerikanische Umtriebe Auskunft über seine politischen Überzeugungen zu geben. Er wurde daraufhin wegen Missachtung des Kongresses (contempt of congress) zur Zahlung von 1000 US-Dollar sowie einer zwölfmonatigen Haftstrafe verurteilt, von der er zehn Monate in der Federal Correctional Institution in Danbury absitzen musste. Cole geriet ebenfalls auf die Schwarze Liste, was seine zuvor lebendige Hollywood-Karriere schlagartig beendete.
Nach dem Ende seiner Haftstrafe musste er sich unter anderem als Koch und Kellner durchschlagen. 1961 zog er nach London, um dort Theaterstücke zu schreiben, kehrte aber bereits Mitte der 1960er-Jahre in die USA zurück. In den 1960er-Jahren gelang es Cole auch wieder, im Filmgeschäft einigermaßen Fuß zu fassen, wobei er stets Pseudonyme von Freunden im Filmvorspann verwendete. Sein Drehbuch zu dem erfolgreichen Abenteuerfilm Frei geboren – Königin der Wildnis von 1966 veröffentlichte er etwa unter dem Decknamen Gerald L. C. Copley. Frei geboren war zugleich sein letztes Kinodrehbuch, anschließend unterrichtete er bis ein Jahr vor seinem Tod als Dozent für das Schreiben von Drehbüchern an der University of Southern California.
Lester Cole starb 1985 im Alter von 81 Jahren an einem Herzinfarkt. Er hinterließ einen Sohn und zwei Enkelkinder.

## Filmografie (Auswahl)
- 1932: Wenn ich eine Million hätte (If I Had a Million)
- 1934: Charlie Chan in London
- 1934: Abenteuer in Borneo (Pursued)
- 1938: Sinners in Paradise
- 1940: The House of the Seven Gables
- 1940: Der Unsichtbare kehrt zurück (The Invisible Man Returns)
- 1941: Mr. X auf Abwegen (Footsteps in the Dark)
- 1941: Zum Leben verdammt (Among the Living)
- 1944: None Shall Escape
- 1945: Der Held von Burma (Objective, Burma!)
- 1945: Spionage in Fernost (Blood on the Sun)
- 1947: Anklage: Mord (High Wall)
- 1947: Mexikanische Nächte (Fiesta)
- 1947: The Romance of Rosy Ridge
- 1950: Des Teufels Pilot (Chain Lightning)
- 1961: Jagd auf Eichmann (Operation Eichmann)
- 1966: Frei geboren – Königin der Wildnis (Born Free)
- 1968: Maya (Fernsehserie, eine Folge)